# Friedrich Konrad Müller
Friedrich Konrad Müller, kallad Müller von der Werra, född den 14 november 1823 i Ummerstadt i Sachsen-Hildburghausen, död den 26 april 1881 i Leipzig, var en tysk skald. 
Müller var först apotekarlärling i Hildburghausen, studerade därefter farmaci och medicin i Heidelberg, senare i Zürich och Bern. Han blev läkare i sistnämnda stad, då han på grund av sin hållning under revolutionsåret 1848 inte kunde stanna i Tyskland. Han övergav dock snart läkekonsten till förmån för poesin och skrev en rad uppfriskande dikter, men förmådde inte förnya sin diktning, som snart stelnade i rutin. Av hans diktsamlingar är Reime (1849) och Das Buch der Lieder (1866) de mest betydande. Han utgav ett par år före sin död Das Reichskommersbuch.